# Шеттель, Йоханнес
Йоханнес Шеттель (нем. Johannes Schettel; 4 апреля 1959, Ольсберг, ФРГ) — немецкий саночник, выступавший за сборную ФРГ в конце 1980-х годов. Принимал участие в зимних Олимпийских играх 1988 года в Калгари, однако по итогам мужских одиночных заездов занял лишь седьмое место.
Йоханнес Шеттель является чемпионом Европы 1988 года, на соревнованиях в Кёнигсзее ему в составе смешанной команды удалось выиграть золото, на этом же турнире он завоевал бронзу в программе мужских одиночных заездов. В 1990 году на чемпионате Европы в Инсбруке спортсмен удостоился ещё одной медали, на сей раз серебряного достоинства. Шеттель имеет в послужном списке бронзовую медаль чемпионата мира 1989 года в Винтерберге, соревнуясь в одиночных заездах, он поднялся до третьей позиции. Лучший результат на Кубке мира показал в сезоне 1985—1986, когда занял в общем зачёте второе место.
В начале 1990-х годов Йоханнес Шеттель принял решение закончить карьеру профессионального спортсмена, ныне он проживает в Германии и вместе с женой Клаудией управляет собственным магазином спортивных товаров.